# Albingia
Albingia est une compagnie d'assurance française indépendante spécialisée dans les risques d'entreprises, basée à Levallois-Perret, présidée par Bruno Chamoin et dirigée par Valentine de Lasteyrie.

## Historique
Albingia a été fondée en 1901 à Hambourg (Allemagne). Sa première succursale en France ouvre à Strasbourg en 1962. En 1999 Albingia est cédée à AXA pour un montant de 1,66 milliard de marks (850 millions d'euros),. En 2003, Albingia France est rachetée par le capital-investissement Barclays Private Equity dans le cadre d'un MBO, puis vendu en 2006 à Chevrillon & Associés et IDI. 
En 2018, la société d'investissement Eurazeo entre au capital d'Albingia, aux côtés de la Financière de Blacailloux contrôlée par Bruno Chamoin, Président-directeur-général d'Albingia. Cette opération, souhaitée par Bruno Chamoin, a pour objectif de renforcer l'indépendance de la compagnie tout en accélérant son développement.
Le 16 septembre 2020, Valentine de Lasteyrie est nommée Directrice générale d'Albingia. Bruno Chamoin demeure Président du Conseil d'administration.

## Activité
En 1962, Albingia introduit sur le marché français l'assurance bris de machine. Aujourd'hui son activité est répartie en neuf branches : Risques de la construction, risques techniques, dommages aux biens, responsabilité civile, maritime et transports, risques spéciaux, art et précieux, assurance des personnes et protection juridique.
Albingia compte sept délégations régionales à Paris, Lyon, Marseille, Bordeaux, Strasbourg, Lille et Nantes et emploie 280 salariés en 2020. L'assureur s'appuie sur un réseau d'environ 3 500 courtiers.

## Polémique
L'entreprise est mise en cause dans le cadre de la pandémie de Covid-19 de 2020 pour son refus d'indemniser le Hellfest pour ses pertes subies en raison de son annulation.
Le 17 juillet 2020, le Tribunal de Commerce de Nanterre a condamné Albingia en référé d’heure à heure du 09 juillet 2020 à verser une provision de 450 mille euros à HHP Hôtels en région parisienne, ouvrant la voie à l'indemnisation pour perte d'exploitation.
Cette décision est toutefois infirmée par la Cour d'appel de Versailles, dans son arrêt rendu le 8 avril 2021 (Cour d'appel de Versailles, 14e chambre, 8 avril 2021, n° 20/03764).